# Муги (Япония)
Муги (яп. 牟岐町 Муги-тё:) — посёлок в Японии, находящийся в уезде Кайфу префектуры Токусима. Площадь посёлка составляет 56,57 км², население — 4358 человек (1 августа 2014), плотность населения — 77,04 чел./км².

## Географическое положение
Посёлок расположен на острове Сикоку в префектуре Токусима региона Сикоку. С ним граничат посёлки Минами, Кайё.

## Население
Население посёлка составляет 4358 человек (1 августа 2014), а плотность — 77,04 чел./км². Изменение численности населения с 1980 по 2005 годы:
| 1980 | 7697 чел. |  |
| 1985 | 7341 чел. |  |
| 1990 | 6798 чел. |  |
| 1995 | 6251 чел. |  |
| 2000 | 5755 чел. |  |
| 2005 | 5391 чел. |  |

## Символика
Цветком посёлка считается кринум азиатский, птицей — японская белоглазка.